# August Šenoa

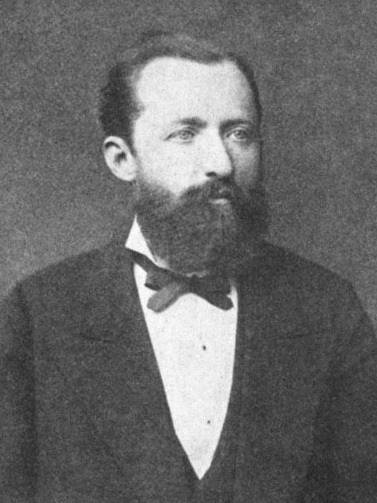
August Šenoa

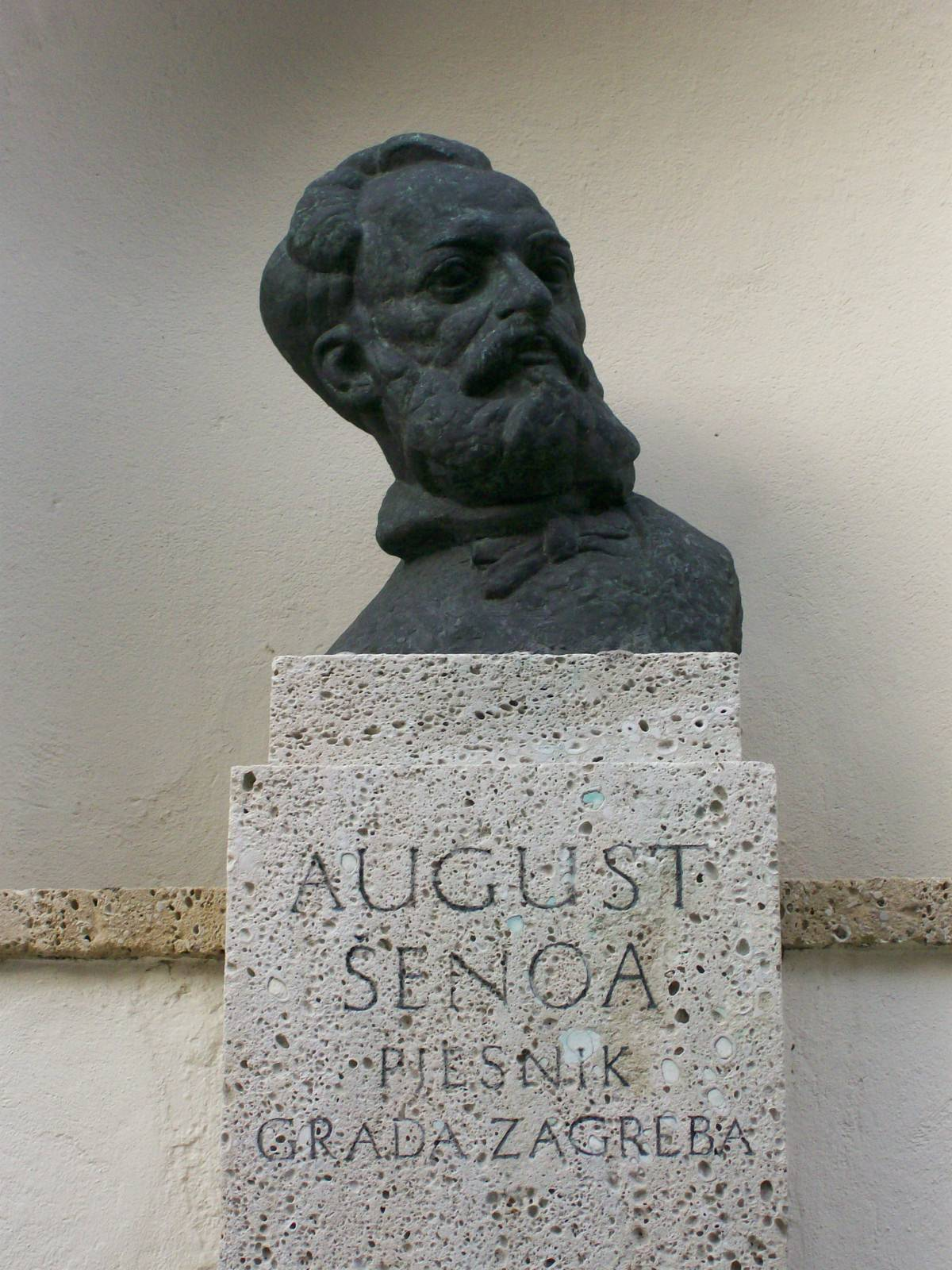
Denkmal von August Šenoa, dem Dichter der Stadt Zagreb

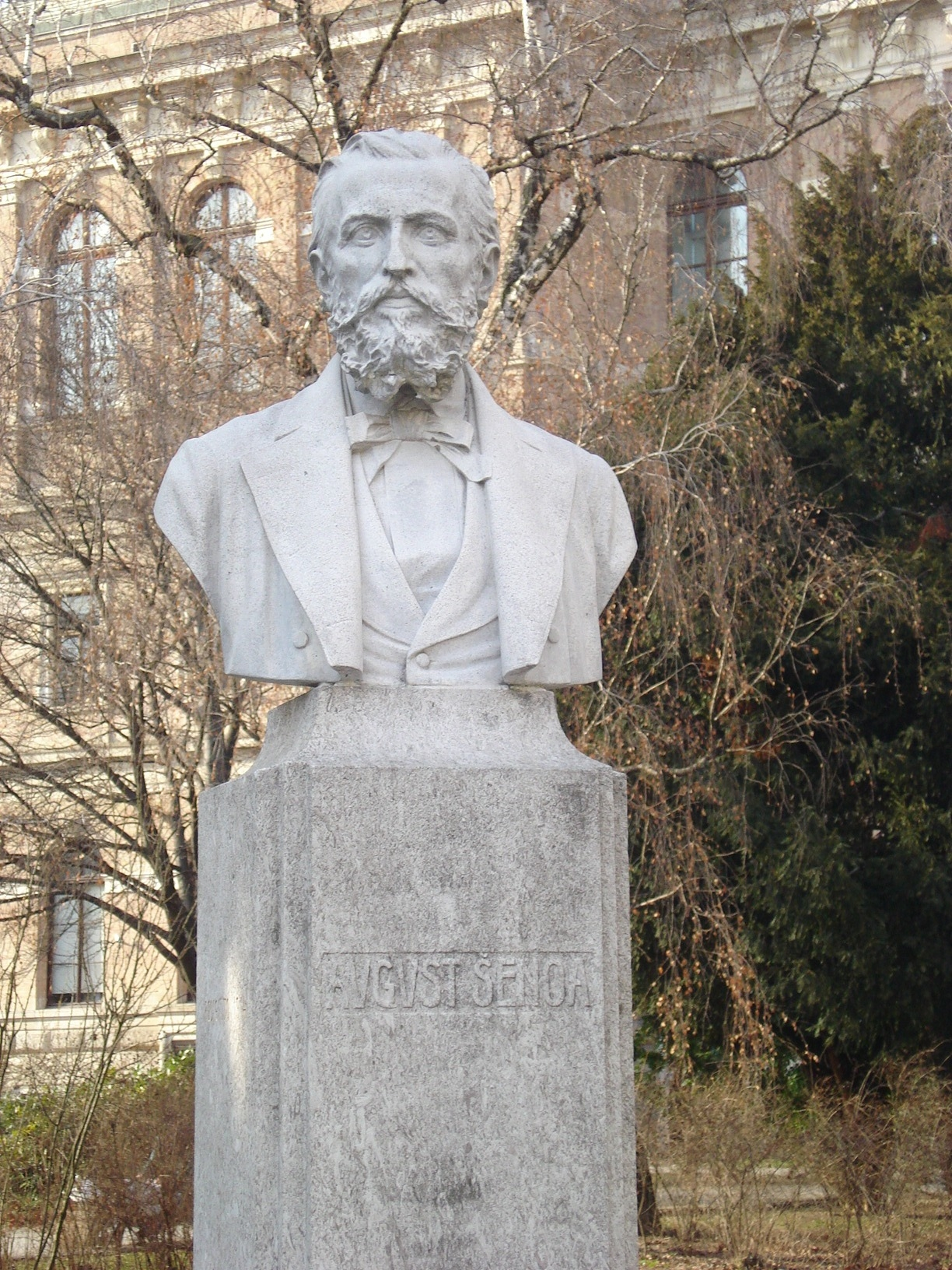
Büste von August Šenoa am Josip-Juraj-Strossmayer-Platz in Zagreb

August Šenoa (* 14. November 1838 in Zagreb; † 13. Dezember 1881 ebenda) war ein kroatischer Schriftsteller, Kritiker, Herausgeber und Dramaturg.

## Leben
August Šenoa wurde 1838 in Zagreb, damals zum Kaisertum Österreich gehörend, als Sohn einer Familie mit deutsch-tschechischem Ursprung geboren. Sein Familienname wurde ursprünglich Schönoa geschrieben. Er studierte Rechtswissenschaft in Prag und Zagreb, beendete sein Studium aber nicht. Er lebte auch eine Zeit lang in Wien, kehrte aber 1866 nach Zagreb zurück, wo er einige Zeit als Notar arbeitete und Senator im Stadtrat war, zudem war er Leiter des Staatstheaters in Zagreb. Er übersetzte Schriftstücke aus dem Englischen, Tschechischen, Französischen und Deutschen. Von 1874 bis 1881 redigierte er das literarische Journal „Vijenac“ (oder wie damals geschrieben wurde: „Vienac“, dt. „Kranz“).
Nach dem Erdbeben in Zagreb vom 9. November 1880 half Šenoa den Opfern des Bebens und zog sich dabei eine schwere Lungenentzündung zu, an der er, 43-jährig, wenige Wochen später starb. Er wurde auf dem Mirogoj-Friedhof in Zagreb beigesetzt.

## Arbeit
In seinen Romanen verschmolz er die lebendige und schöpferische Sprache des kroatischen Nationalgefühls mit einer realistischen Beschreibung der Entwicklung des Kleinbürgertums.
Er gilt als „Vater des kroatischen Romans“ und der modernen kroatischen Literatur. Besonders eindrucksvoll beschreibt er in romantisierender Sprache Massenszenen (vergleichbar mit Cecil B. DeMille) und den Kampf von kroatischen Bauern und Adeligen gegen die Fremdherrschaft der Venezier, Österreicher und Ungarn im 15. bis 18. Jahrhundert. Man sagt, Šenoa habe durch seinen volkstümlichen Schreibstil die kroatische Leserschaft geschaffen.

## Werke
Die Werke Šenoas markieren den Übergang der kroatischen Literatur von der Romantik zum Realismus. Šenoa führte das Genre des historischen Romans in Kroatien ein. Er schrieb mehr als zehn Romane, unter denen hervorzuheben sind:
- Zlatarevo zlato, 1871 (Das Gold des Goldschmieds)
- Seljačka buna, 1877 (Aufruhr der Bauern)
- Diogenes, 1878
- Čuvaj se senjske ruke, 1875 (Piraten von Senj)
- Prosjak Luka, 1879 (Bettler Luka)

Seine Werke wurden zum Teil auch ins Deutsche übersetzt.